# Дивяка
Дивяка или Дивяк (на албански: Divjakë) e град в Албания. Населението му е 8445 жители (2011 г.). Намира се в часова зона UTC+1. Пощенският му код е 9022, а телефонния 0371. МПС кодът му е LU.